# Вук Обрадовић
Вук Обрадовић (Конџељ, 11. април 1947 — Београд, 13. фебруар 2008) био је један од лидера Демократске опозиције Србије, оснивач и председник Социјалдемократије више од девет година, а пре тога је био генерал-мајор Југословенске народне армије до 1992. године. У време када је унапређен имао је само 44 године, што га чини најмлађим генералом српске националности у СФРЈ. Само млађи од њега када је постао генерал-мајор био је Фрањо Туђман.
У Влади Србије премијера др Зорана Ђинђића обављао је функцију потпредседника задуженог за борбу против корупције и криминала.

## Школовање
Завршио је гимназију у Прокупљу, Војну академију копнене војске, Високу војно-политичку школу и Командно-штабну школу оператике. Био најбољи студент са просеком 10 и најмлађи доктор наука у Југословенској народној армији. Докторирао је на теми проблему национализма (шовинизма) у југословенском друштву 1988. године.

## Војна служба
Још од почетка каријере за њега су везиване разне афере - као млад капетан и заменик команданта касарне у Пожаревцу, је сведочио на суду против редитеља Лазара Стојановића (аутор филма „Пластични Исус“), поводом политичке расправе коју је у касарни водио с њим. Стојановић је због овога осуђен на казну затвора.
Био је портпарол Генералштаба Југословенске народне армије и начелник управе за морално васпитање Савезног секретаријата за народну одбрану. Други најмлађи генерал у историји ЈНА, који је четири пута је ванредно унапређиван за изузетне заслуге.
Активну војну службу напустио је на сопствени захтев 20. маја 1992. године.
Повод је био, како је сам рекао, неиспуњено обећање родитељима да ће им се деца, тада војници ЈНА вратити са ратишта у Хрватској и Босни и Херцеговини до 19. маја 1992. године.
Након престанка активне војне службе бавио се предузетништвом.

## Политички живот
Учествовао је на неуспелим изборима за председника Републике Србије 21. септембра 1997. где је као представник Социјалдемократије освојио 100.523 гласа, тј. 2,43%. На поновљеним изборима 7. децембра 1997. освојио је 115.850 гласова тј. 3,04%. Учествовао је и на првим неуспелим изборима за председника Републике Србије 29. септембра 2002. где је освојио 26.050 гласова односно 0,72%.

## Намештена афера
Чим се кренуло са првим резултатима на пољу борбе против корупције и криминала намештена му је такозвана „секс афера“ са портпаролком Социјалдемократије Љиљаном Несторовић, за коју је суд доказао да је намештена. Захваљујући тој афери је смењен са места потпредседника Владе Републике Србије. Социјалдемократији је одузето девет мандата у Парламенту, тј. странка се поделила на два крила: Обрадовићево и Орлићево, из којег је настала Социјалдемократска партија.

## Последње године
Након краће болести, преминуо је 13. фебруара 2008. године у Београду.

## Унапређења у чинове
| Потпоручник | Поручник | Kапетан | Kапетан прве класе | Mајор | Потпуковник | Пуковник | Генерал-мајор |
| ----------- | -------- | ------- | ------------------ | ----- | ----------- | -------- | ------------- |
|             |          |         |                    |       |             |          |               |
| 1967.       | 1969.    | 1971.   | 1974.              | 1978. | 1982.       | 1987.    | 1991.         |

## Одликовања
Одликован је бројним одликовањима СФР Југославије:
- Орденом рада са црвеном заставом,
- Орден братства и јединства са сребрним венцем,
- Орденом народне армије за златном звездом,
- Орденом рада са сребрним венцем,
- Орденом народне армије са сребрном звездом,
- Орден за војне заслуге са сребрним мачевима.